# 羅賓遜號驅逐艦 (DD-88)
羅賓遜號驅逐艦（舷號DD-88），轉交予英國後更名為紐馬克特號，是一艘美國海軍建造的驅逐艦，為維克斯級驅逐艦的14號艦。她是美軍第一艘以羅賓遜為名的軍艦，以紀念美國獨立戰爭時期的海軍軍官以賽亞·羅賓遜（Isaiah Robinson）。
羅賓遜號在1917年於聯合鋼鐵廠開始建造，在1918年下水服役。接著羅賓遜號被派往法國海域護航商船。第一次世界大戰結束後，羅賓遜號留在大西洋服役，在1922年退役封存。第二次世界大戰爆發後，羅賓遜號在1940年重返現役，並按租借法案轉交英國皇家海軍，更名為紐馬克特號。此後紐馬克特號主要負責護航商船。1942年至1945年間，紐馬克特號改為英國空軍靶艦，最後在1945年退役除籍，並出售拆解。